# Frank Williams
Pour les articles homonymes, voir Frank Williams (homonymie) et Williams.
Frank Williams, né le 16 avril 1942 à South Shields en Angleterre et mort le 28 novembre 2021, est un directeur sportif et homme d'affaires britannique, fondateur de Williams F1 Team, une des écuries les plus célèbres de l'histoire de la Formule 1. Il a été anobli par la reine Élisabeth II en 1986.
Garagiste à ses débuts, animé par sa passion de la course et après de nombreuses péripéties, il crée Williams Grand Prix Engineering avec l'ingénieur Patrick Head en 1977. De retour d'une séance d'essais au Castellet en 1986, il est victime d'un grave accident de voiture qui le laisse tétraplégique. Dans les décennies 1980 et 1990, avec les pilotes Alan Jones, Nelson Piquet, Nigel Mansell, Keke Rosberg, Alain Prost, Damon Hill et Jacques Villeneuve, tous champions du monde au volant de ses voitures, l'écurie de Frank Williams se constitue un des plus beaux palmarès de son sport, avec neuf titres des constructeurs, sept des pilotes, 114 victoires, 128 pole positions. En 2013, il laisse les rênes de son écurie à sa fille Claire. En 2020, Williams est revendue à un fonds d'investissement américain, mais reste avec McLaren, Ferrari et Haas, la dernière équipe de Formule 1 portant le nom de son créateur.

## Biographie

### Débuts en sport automobile
En 1961, à 19 ans, Frank Williams, passionné de sport automobile, fait ses débuts en compétition en tant qu'amateur dans des épreuves locales. Son ami Piers Courage lui demande de le seconder dans le fonctionnement de son écurie. Progressivement, le jeune Williams prend conscience de ses limites et passe du rôle de pilote à celui de manager de ses amis pilotes, notamment de Piers Courage, qu'il aide à trouver des financements pour courir.
En 1966, il fonde Frank Williams Racing Cars Ltd, qui prépare et revend des châssis Brabham de Formule 3 puis de Formule 2. Au volant des voitures de Frank Williams, outre Courage, se succèdent des pilotes tels que Jochen Rindt, Carlos Reutemann ou Max Mosley.

### Premiers pas laborieux en Formule 1
En 1969, Williams se lance en Formule 1. Il achète un ancien châssis Brabham et fait confiance à Piers Courage. Le châssis Brabham BT26-Repco a connu une saison désastreuse l’année précédente aux mains de Jochen Rindt et de Jack Brabham, régressant à la huitième place du championnat des constructeurs. Réaménagé pour accueillir le moteur Cosworth DFV, il démontre quelques qualités en 1969 malgré une conception tubulaire dépassée. Grâce aux pilotes officiels, Jack Brabham et Jacky Ickx, à Piers Courage et à la fiabilité de la petite structure privée de Frank Williams, l'équipe, en se classant deuxième à Monaco et Watkins Glen et cinquième à Silverstone et à Monza, remonte à la deuxième place du championnat des constructeurs.
Ces bons résultats attirent l'attention du riche industriel argentin d'origine italienne Alejandro de Tomaso qui propose à Williams d'engager la nouvelle De Tomaso F1 conçue par Giampaolo Dallara lors de la saison 1970. L'association Williams-De Tomaso tourne rapidement au fiasco : non seulement la voiture est lente, ce qui contribue à refroidir le climat au sein de l'écurie, mais surtout Piers Courage se tue dans un accident au Grand Prix des Pays-Bas.
Très affecté par la mort de son ami, Williams n'en continue pas moins son engagement en Formule 1. Ayant retrouvé son indépendance à la suite de sa séparation d'avec De Tomaso, il engage pour les saisons 1971 et 1972 des March Engineering privées sponsorisées par Polytoys et qu'il confie au pilote français Henri Pescarolo ainsi qu'à l'espoir brésilien Carlos Pace, sans obtenir de résultat probant.
Williams décide alors de devenir constructeur à part entière et, au cours de la saison 1972, demande à Len Bailey de lui concevoir une monoplace. Après une brève apparition en 1972 au Grand Prix de Grande-Bretagne aux mains de Pescarolo, la FX3 fait ses débuts en compétition en 1973. Même si cette voiture ne porte pas son nom (la FX3 est engagée en 1972 sous le nom Polytoys puis en 1973 sous le nom Iso-Marlboro), on peut considérer qu'il s'agit de la première Williams de Formule 1 de l'histoire.

### Revente de Williams Racing
En 1975, lâché par Iso, Frank Williams s'inscrit au championnat en son nom propre. Sans moyen (la légende raconte que Frank Williams passe à cette époque ses coups de fil à partir d'une cabine téléphonique, sa ligne ayant été coupée pour cause de factures impayées), il pense avoir trouvé le mécène qui lui fait défaut lorsque, fin 1975, le riche industriel austro-canadien Walter Wolf se propose de venir au secours de l'équipe. En contrepartie, Williams doit se résoudre à lui céder 60 % de l'équipe, faisant de Wolf le nouvel homme fort de l'équipe rebaptisée Williams-Wolf pour la saison 1976, même s'il continue à la diriger. Les résultats ne décollent pas et, peu convaincu par la manière dont Williams dirige l'équipe, Walter Wolf rachète les 40 % restants et prend le contrôle complet de l'équipe. En 1977, la prise de pouvoir de l'écurie Williams par Walter Wolf donne naissance au Walter Wolf Racing.
Frank Williams a entre-temps démissionné et repris sa liberté.

### Renaissance de l'écurie Williams
Poussé hors de l'équipe qu'il a lui-même fondée, Frank Williams ne tarde pas à réagir. Grâce à l'argent issu de la revente de Williams Racing à Walter Wolf, il fonde dès 1977 une nouvelle équipe baptisée Williams Engineering. Il s'associe pour l'occasion avec le jeune ingénieur Patrick Head, qu'il a engagé en 1975 peu de temps avant l'arrivée de Wolf.
Après une première saison modeste au cours de laquelle Williams engage une March privée confiée au pilote belge Patrick Nève, Frank redevient constructeur à part entière à partir de la saison 1978 et la conception par Head de la FW06.

### Victoires et drame

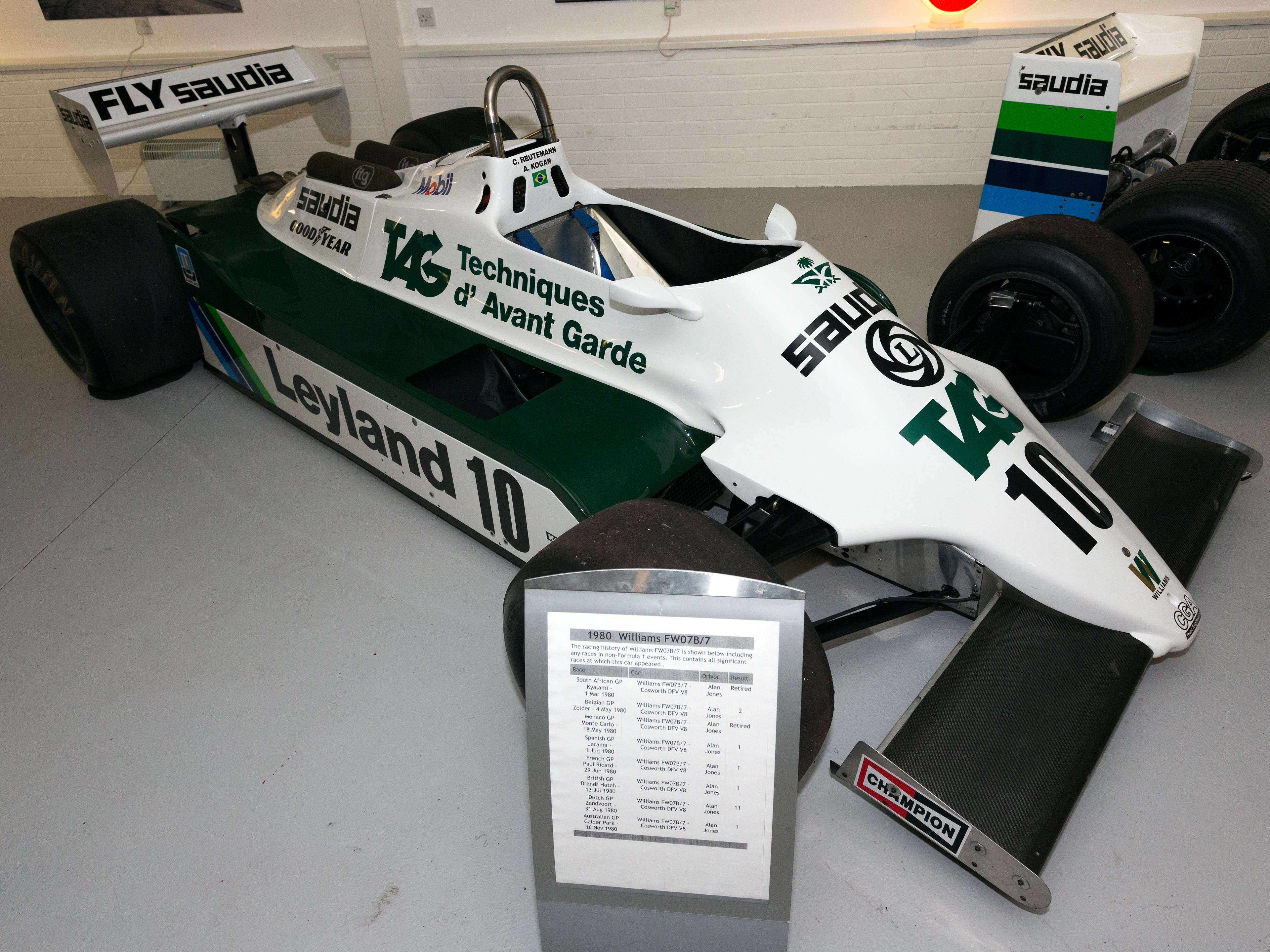
L'écurie Williams remporte son premier titre constructeurs avec la FW07B en 1980.

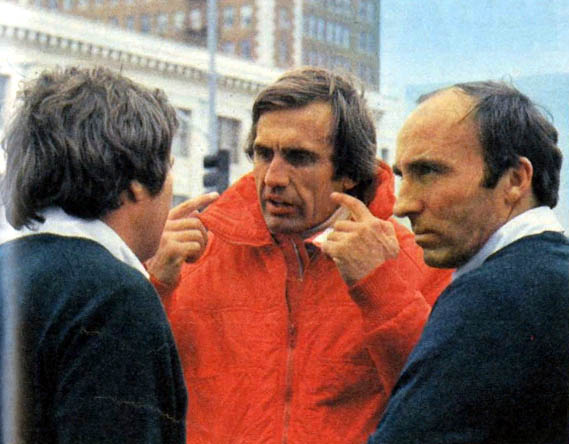
Frank Williams (à droite), Carlos Reutemann (au centre) et Patrick Head en 1981.

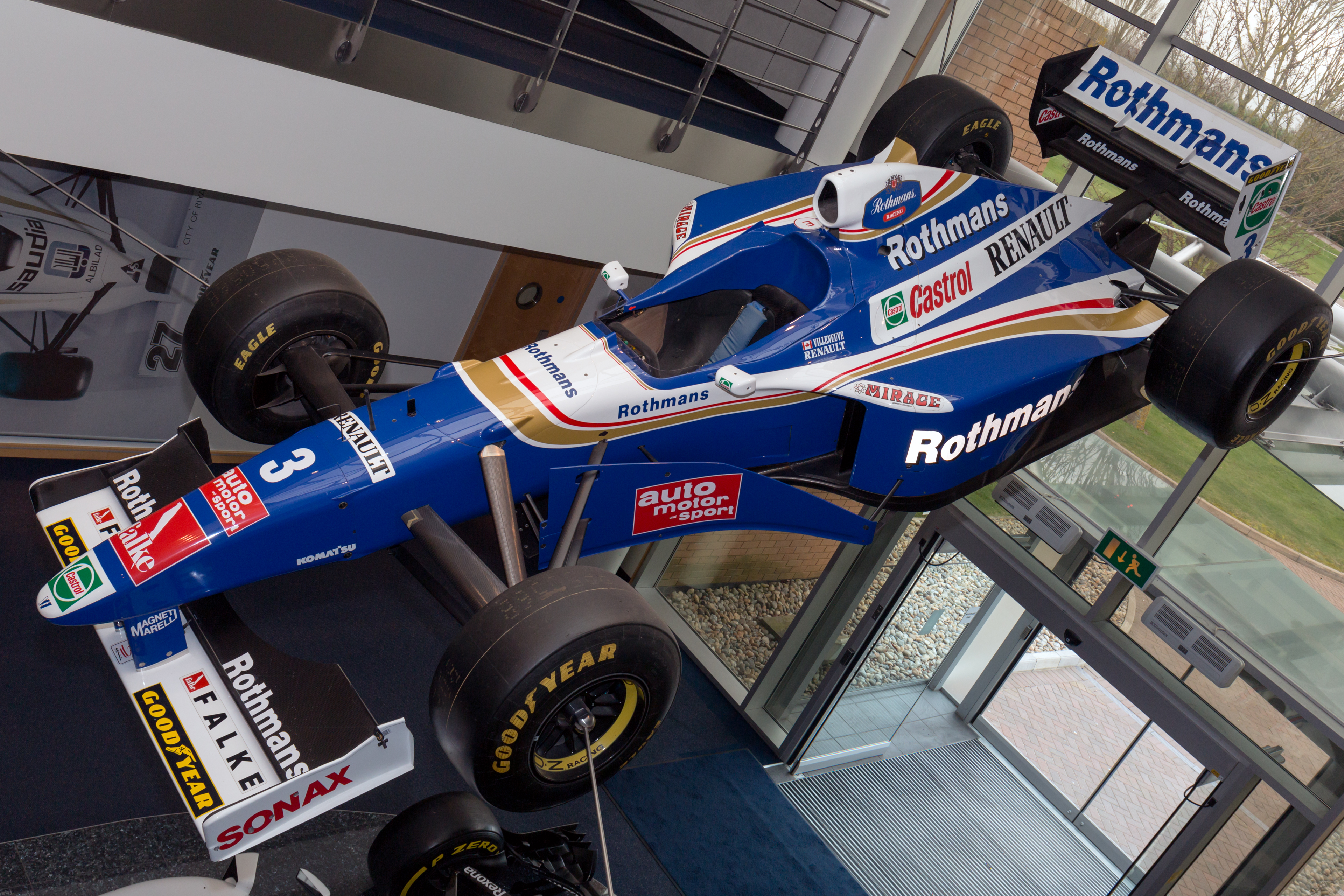
Grâce au neuvième titre constructeurs acquis avec la FW19 en 1997, l'écurie Williams devient alors la plus titrée de l'histoire de la Formule 1.

Malgré des performances correctes, en grande partie dues à la hargne du pilote australien Alan Jones, la FW06 obtient des résultats mitigés en 1978. Il faut attendre 1979 et l'arrivée de la FW07 wing-car pour voir les Williams se porter au sommet de la Formule 1. Après une première victoire de Clay Regazzoni à Silverstone à mi-saison, Alan Jones enchaîne les victoires. La fierté est grande pour Frank Williams qui ne doit qu'à son arrivée tardive d'avoir laissé échapper le titre à Ferrari.
La conquête du titre n'est repoussée que d'un an puisque Jones est champion du monde en 1980. Il est suivi en 1982 par Keke Rosberg tandis que les saisons 1980 et 1981 sont marquées par les deux titres mondiaux des constructeurs. À partir de 1984, Frank Williams négocie au mieux le passage de la Formule 1 à l'ère du turbocompresseur puisqu'il signe un partenariat avec le constructeur japonais Honda, qui place l'écurie Williams dans le cercle fermé des équipes qui ont les moyens financiers et humains pour viser régulièrement la victoire, et capables d'attirer les meilleurs pilotes.
Après plusieurs victoires en 1985, les Williams-Honda s'affirment en 1986 comme les meilleures monoplaces du plateau. C'est toutefois sur un lit d'hôpital que Frank Williams assiste aux succès de ses voitures : sur une route du Var, de retour d'une séance d'essais privés sur le circuit du Castellet, il a été victime, au mois de mars 1986, d'un grave accident de voiture en compagnie de Peter Windsor, le directeur sportif de l'écurie et passager de la voiture. Si ce dernier n'est que légèrement blessé, Williams est grièvement touché aux vertèbres. Marathonien émérite, Frank se retrouve paraplégique et doit passer le restant de ses jours dans un fauteuil roulant. Après plusieurs mois éloignés des circuits, Williams retrouve les commandes de son équipe au cours de la saison 1986, à l'issue de laquelle l'écurie remporte le titre constructeurs grâce à Nigel Mansell et Nelson Piquet mais perd le titre pilotes sur le fil face à Alain Prost et sa McLaren.
L'écurie remporte les deux titres en 1987 mais est ébranlée, à la fin de l'année, par sa rupture avec Honda qui part chez McLaren Racing. Après une saison 1988 avec un moteur Judd peu performant, l'écurie retrouve de sa superbe à partir de 1989 avec son association avec le constructeur français Renault qui fait de Williams la meilleure équipe du plateau durant la période 1992-1997, où elle remporte quatre titres pilotes et cinq titres constructeurs, ne laissant échapper que les titres pilotes 1994 et 1995 à Michael Schumacher (Benetton Formula) ainsi que le titre constructeurs 1995, à nouveau au profit de Benetton. En 1992, Frank Williams reçoit, avec Nigel Mansell, le Trophée Segrave, décerné par le Royal Automobile Club. À l'issue de la saison 1997, année de son neuvième titre constructeurs, l'écurie Williams demeure la plus titrée de l'histoire de la Formule 1.

### Indépendant
Depuis le départ de Renault fin 1997, l'équipe de Frank Williams décline, même si l'association souvent houleuse avec BMW de 2000 à 2005 permet de retrouver le chemin de la victoire, l'écurie manquant de peu les titres mondiaux en 2003. Toujours propriétaire de 70 % de son équipe, les 30 % restants appartenant à Patrick Head et Toto Wolff, refusant obstinément à ce jour d'en céder le contrôle à un grand constructeur (ce qui est en grande partie la raison de sa brouille avec BMW qui rachète alors l'écurie Sauber fin 2005), Frank Williams est un des derniers indépendants en Formule 1.
De 2007 à 2009, Williams s'associe avec Toyota, un des plus grands constructeurs mondiaux, sans résultat probant. Après deux saisons difficiles avec Cosworth, Williams s'associe à nouveau à Renault mais les résultats sont loin de ceux des années 1990, excepté la victoire de Pastor Maldonado au Grand Prix d'Espagne 2012, la 114e et la dernière en date de l'écurie.
En 2013, Frank Williams prépare sa succession en nommant sa fille Claire directrice adjointe ; elle s'occupe de la gestion de l'équipe au quotidien. L'annonce de la nomination de Claire Williams à la tête de l'équipe devait intervenir avant le début de la saison mais a été repoussée à cause du décès de Virginia Williams, sa mère et l'épouse de Frank Williams.
En 2014, Williams rompt avec Renault et s'associe avec Mercedes. Un temps revigorées par le surpuissant V6 turbo hybride allemand, les Williams rejouent les premiers rôles sans toutefois atteindre la victoire, avant de décliner progressivement, jusqu'à atteindre le fond de grille depuis 2018.

### Décès
Frank Williams meurt à l'hôpital le 28 novembre 2021 à l'âge de 79 ans,.

## Personnalité
Affable et courtois, Frank Williams est néanmoins réputé pour la dureté de son caractère[réf. souhaitée] notamment vis-à-vis de ses pilotes. Ce trait de sa personnalité est renforcé par l'image qu'il donne de lui depuis son accident : celle d'un homme immobile, aux traits figés, qui laisse rarement transparaître ses émotions. De nombreux pilotes ont ainsi été parfois décontenancés par la « froideur » de leurs rapports avec leur patron.
Attaché aux triomphes de ses voitures plus qu'à ceux de ses pilotes, Williams n'a jamais fait montre d'une grande reconnaissance envers eux, y compris les meilleurs. Il est d'ailleurs notable que plusieurs pilotes ont quitté l'écurie Williams juste après être devenus champion du monde. S'il est inexact de dire que Frank Williams licencie systématiquement ses champions du monde comme cela est souvent avancé (seul Damon Hill en 1996 s'est réellement heurté à une fin de non-recevoir au moment de renouveler son contrat), il ne fait souvent rien pour les retenir, tels Nelson Piquet en 1987, Nigel Mansell en 1992 ou Alain Prost en 1993.
Seuls de rares pilotes semblent trouver grâce aux yeux de Frank Williams. Le premier d'entre eux est Alan Jones, son premier pilote entre 1978 et 1981. Loin d'être un artiste du pilotage, Jones est plutôt à ranger dans la catégorie des « guerriers ». Il est d'ailleurs notable que Williams a souvent engagé des pilotes aux profils plus ou moins comparables à celui de l'Australien : Keke Rosberg, Nigel Mansell, Jacques Villeneuve, Juan Pablo Montoya et Nico Rosberg.
L'autre pilote pour lequel Williams n'a jamais caché son admiration est Ayrton Senna. Il lui a offert son premier roulage en Formule 1 au cours de l'été 1983. Les deux hommes se sont retrouvés plus de dix ans plus tard, lorsque Senna, au faîte de sa gloire, intègre Williams-Renault, l'équipe dominante du moment, pour la saison 1994. Leur collaboration s'arrête avec l'accident mortel de Senna au Grand Prix de Saint-Marin, le 1er mai 1994. Frank Williams dut en subir les suites judiciaires puisqu'il fut inculpé ainsi que le directeur technique Patrick Head et le chef de projet Adrian Newey pour homicide involontaire, la justice italienne lui reprochant la modification hâtive de la colonne de direction dont la rupture supposée serait la cause de l'accident. À l'issue d'une longue procédure, l'affaire se termine par un acquittement général.

## Décoration et honneurs
Britanniques
- Knight Bachelor (1986)
- Commandeur de l'ordre de l'Empire britannique

Française
- Chevalier de la Légion d'honneur